# Roger Ebert
Pour les articles homonymes, voir Ebert.
Roger Ebert, né le 18 juin 1942 à Urbana dans l’Illinois et mort le 4 avril 2013 à Chicago (Illinois), est un journaliste américain.
Critique de cinéma particulièrement reconnu en Amérique, sa rubrique du Chicago Sun-Times est reprise dans 200 journaux. Dans ses livres, sur son site web et à la télévision, il a largement contribué à promouvoir un cinéma de qualité auprès du public américain.

## Biographie

### Jeunesse et formation
Les grands-parents de Roger Joseph Ebert sont des immigrants allemands. Ses parents lui donnent une stricte éducation catholique et, pendant son enfance, il est servant d'autel à l'église de sa ville natale.
S'intéressant déjà au journalisme, il rédige des articles sur des événements sportifs pour le journal de son collège et pour de petits journaux de l'Illinois. À cette époque, il fonde son propre magazine de science-fiction.
Il suit des études supérieures à l'université de l'Illinois à Urbana-Champaign. Grâce à une bourse d'études, il peut se rendre en Afrique du Sud afin de les poursuivre à l'université du Cap. À son retour aux États-Unis, il entreprend un doctorat à l'université de Chicago qu'il ne terminera pas. Il a besoin d'un emploi pour subvenir à ses besoins pendant qu'il prépare son doctorat et postule donc au Chicago Daily News, espérant que, comme il a déjà vendu des articles en free-lance au Daily News, notamment un article sur la mort de l'écrivain Brendan Behan, il soit engagé par le rédacteur en chef Herman Kogan. Au lieu de cela, Kogan recommande à Ebert de s'adresser au rédacteur en chef du Chicago Sun-Times, Jim Hoge. Ce dernier embauche Ebert en tant que reporter au Sun-Times en 1966. 
Il suit des cours de doctorat à l'université de Chicago tout en travaillant comme reporter au Sun-Times pendant un an. Après le départ de la critique de cinéma Eleanor Keane du Sun-Times en avril 1967, le rédacteur en chef Robert Zonka confie le poste à Ebert. La charge de travail cumulée des études supérieures et du métier de critique de cinéma s'avérant trop lourde, Ebert quitte l'université de Chicago pour se consacrer à la critique cinématographique au Chicago Sun-Times.

### Critique duChicago Sun-Times

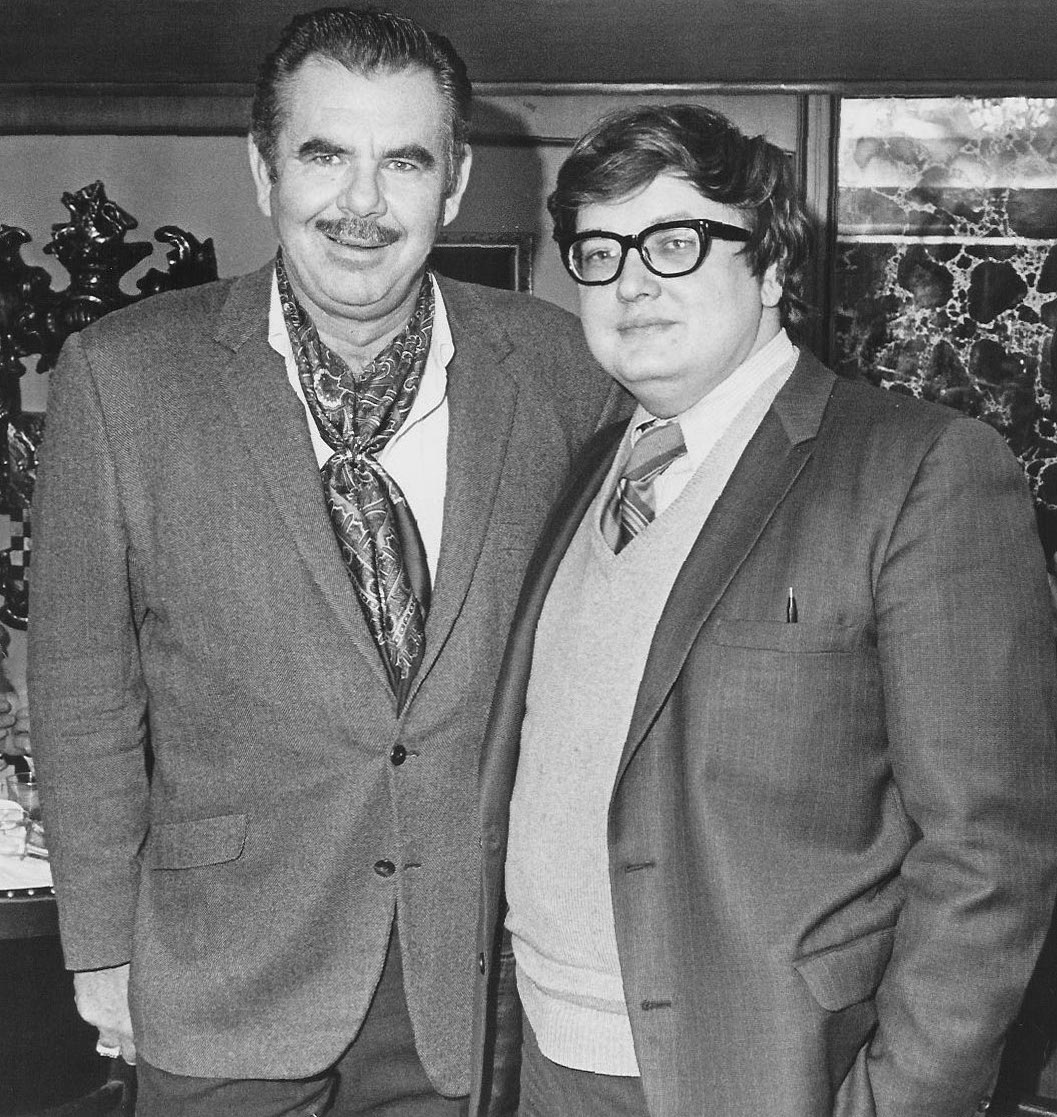
Roger Ebert (à droite) et Russ Meyer en 1970.

Roger Ebert occupera le poste de critique de cinéma du journal Chicago Sun-Times pendant 46 ans. Sa dernière critique paraît le 6 avril 2013. Il a écrit plusieurs articles sur l'art de la critique cinématographique et a justifié la notation des films par étoiles, en soulignant que celle-ci permet plus une comparaison relative entre les films que leur notation absolue.

### Télévision
De 1975 à 1982, Roger Ebert et Gene Siskel, son confrère du Chicago Tribune, animent l'émission Sneak Previews (en). À partir de 1978, l'émission est diffusée à une échelle nationale par le réseau de télévision public Public Broadcasting Service (PBS). Le duo s'est fait connaître pour ses résumés de critiques "pouce en haut/ pouce en bas". Siskel et Ebert ont déposé la marque de commerciale de l'expression "Deux pouces en l'air".
Entre 1982 et 1986, les deux critiques animent At the Movies (en), émission diffusée en syndication. En 1986, ils changent à nouveau de propriétaire et créent Siskel & Ebert & the Movies à travers Buena Vista Television, qui fait partie de la Walt Disney Company.
Après le décès de Siskel en 1999, les producteurs ont rebaptisé l'émission Roger Ebert & the Movies et ont fait appel à des co-animateurs tournants, dont Martin Scorsese, A.O. Scott et Janet Maslin.
Richard Roeper (en) devient co-animateur permanent de l'émission avec Ebert jusqu'en 2006. L'émission est renommée At the Movies with Ebert & Roeper et plus tard At the Movies.
En 2000, Ebert a interviewé le président Bill Clinton à la Maison Blanche. M. Clinton a parlé de son amour pour le cinéma, de ses films préférés de 1999 et de tous les temps, notamment Casablanca (1942), Le train sifflera trois fois (1952) et Les dix commandements (1956). Au cours de l'entretien, le président Clinton a également mentionné que ses acteurs préférés étaient Meryl Streep, Robert De Niro et Tom Hanks.
En 2005, Ebert est devenu le premier critique de cinéma à recevoir une étoile sur le Hollywood Walk of Fame.

### Autres activités
Roger Ebert est l'auteur de plusieurs ouvrages consacrés au cinéma. Son autobiographie, intitulée Life Itself: A Memoir, est publiée en 2011.

### Mort
Roger Ebert meurt le 4 avril 2013 à Chicago d'un cancer de la thyroïde, après onze ans de lutte contre cette maladie,,. Il est enterré au cimetière de Graceland à Chicago.

## Choix du critique
Roger Ebert a souvent affirmé que selon lui le meilleur film était officiellement Citizen Kane d'Orson Welles, mais il a aussi laissé entendre à plusieurs reprises que son film favori était La dolce vita de Federico Fellini. Robert Mitchum et Ingrid Bergman figuraient parmi ses acteurs préférés.
En 2012, il dresse une liste des dix meilleurs films de tous les temps composée de : 2001, l'Odyssée de l'espace ; Aguirre, la colère de Dieu ; Apocalypse Now ; Citizen Kane ; La dolce vita ; Le Mécano de la « General » ; Raging Bull ; Voyage à Tokyo ; The Tree of Life et Sueurs froides.
À partir de 1967, et pendant toute sa carrière, il distingue son film de l'année. Voici ce palmarès :
- 1967 : Bonnie et Clyde
- 1968 : La Bataille d'Alger
- 1969 : Z
- 1970 : Cinq pièces faciles
- 1971 : La Dernière Séance
- 1972 : Le Parrain
- 1973 : Cris et Chuchotements
- 1974 : Scènes de la vie conjugale
- 1975 : Nashville
- 1976 : L'Argent de poche
- 1977 : Trois femmes
- 1978 : Une femme libre
- 1979 : Apocalypse Now
- 1980 : L'Étalon noir
- 1981 : My Dinner with Andre
- 1982 : Le Choix de Sophie
- 1983 : L'Étoffe des héros
- 1984 : Amadeus
- 1985 : La Couleur pourpre
- 1986 : Platoon
- 1987 : Engrenages
- 1988 : Mississippi Burning
- 1989 : Do the Right Thing
- 1990 : Les Affranchis
- 1991 : JFK
- 1992 : Malcolm X
- 1993 : La Liste de Schindler
- 1994 : Hoop Dreams
- 1995 : Leaving Las Vegas
- 1996 : Fargo
- 1997 : Le Secret du bayou
- 1998 : Dark City
- 1999 : Dans la peau de John Malkovich
- 2000 : Presque célèbre
- 2001 : À l'ombre de la haine
- 2002 : Minority Report
- 2003 : Monster
- 2004 : Million Dollar Baby
- 2005 : Collision
- 2006 : Le Labyrinthe de Pan
- 2007 : Juno
- 2008 : Synecdoche, New York
- 2009 : Démineurs
- 2010 : The Social Network
- 2011 : Une séparation
- 2012 : Argo

## Distinctions

Statue de Roger Ebert, « pouce levé », devant le Virginia Theatre de Champaign, dans l'Illinois.

En 1975, Roger Ebert est le premier critique de cinéma à recevoir le prix Pulitzer de la critique. En juin 2005, il est également le premier à se voir décerner une étoile sur le Walk of Fame d'Hollywood. En 1995, une rue de Chicago, est rebaptisée Siskel and Ebert Way en l'honneur des deux critiques de cinéma.
Une campagne de financement est mise sur pied en 2013 afin d'élever un monument à la mémoire de Roger Ebert. L'année suivante, à l'occasion du festival de cinéma Ebertfest, une statue en bronze représentant le critique est dévoilée à Champaign, Illinois, près de sa ville natale d'Urbana. La statue est l'œuvre du sculpteur Rick Harney. Elle est intitulée C-U at the Movies, reprenant la formule popularisée par Ebert durant ses émissions.
Life Itself, un documentaire retraçant la vie du critique et inspiré de son autobiographie, est présenté aux festivals de Sundance et de Cannes. Le film, sorti aux États-Unis en 2014, est réalisé par Steve James et coproduit par Martin Scorsese.
Le 12 juillet 2005, le maire de Chicago Richard M. Daley a déclaré la « Journée Roger Ebert à Chicago » et a apposé une plaque sous le chapiteau du Chicago Theatre en son honneur.

## Ouvrages
Chaque année, de 1999 à 2013 (sauf en 2008), Roger Ebert a publié le Roger Ebert's Movie Yearbook, un recueil de toutes ses critiques de films des deux années et demie précédentes, ainsi que des essais et autres écrits. Il a également publié les livres suivants :
- (en) An Illini Century: One Hundred Years of Campus Life, 1967.
- (en) A Kiss Is Still a Kiss, 1984.  (ISBN 0-8362-7957-3)
- (en) The Perfect London Walk, 1986, avec Daniel Curley.  (ISBN 0-8362-7929-8)
- (en) Two Weeks In Midday Sun: A Cannes Notebook, 1987.  (ISBN 0-8362-7942-5)
- (en) Behind the Phantom's Mask, 1993.  (ISBN 0-8362-8021-0)
- (en) Ebert's Little Movie Glossary, 1994.  (ISBN 0-8362-8071-7)
- (en) Roger Ebert's Book of Film, 1996.  (ISBN 0-393-04000-3)
- (en) Questions for the Movie Answer Man, 1997.  (ISBN 0-8362-2894-4)
- (en) Ebert's Bigger Little Movie Glossary, 1999.  (ISBN 0-8362-8289-2)
- (en) I Hated, Hated, Hated This Movie, 2000.  (ISBN 0-7407-0672-1)
- (en) The Great Movies, 2002, The Great Movies II, 2005, The Great Movies III, 2010 et The Great Movies IV (2016).  (ISBN 0-7679-1038-9) (ISBN 0-7679-1950-5) (ISBN 978-0-226-18208-7) (ISBN 978-0-226-40398-4)
- (en) Awake in the Dark: The Best of Roger Ebert, 2006.
- (en) Your Movie Sucks, 2007.  (ISBN 0-7407-6366-0)
- (en) Roger Ebert's Four-Star Reviews 1967–2007, 2007.  (ISBN 0-7407-7179-5)
- (en) Scorsese by Ebert, 2008.  (ISBN 978-0-226-18202-5)
- (en) The Pot and How to Use It: The Mystery and Romance of the Rice cooker, 2010[13].  (ISBN 0-7407-9142-7)
- (en) Life Itself : A Memoir, Grand Central Publishing, 2011, 436 p. (ISBN 9780446584975)
- (en) A Horrible Experience of Unbearable Length, 2012.  (ISBN 1-4494-1025-1)